# Naturwissenschaften
Naturwissenschaften, numera The Science of Nature, är en ursprungligen tysk tidskrift för publicering av utvärderade avhandlingar i olika vetenskapliga ämnen. Naturwissenschaften grundades 1913 av Arnold Berliner, med syftet att upplysa forskare om vad som intresserade dem utanför deras eget specialområde. Tidskriftens impact factor 2014 var 2,098 enligt Thomson ISI.
År 2015 bytte tidskriften namn till The Science of Nature.